# Richtlinie des Rats zur Angleichung der Rechtsvorschriften der Mitgliedstaaten für färbende Stoffe, die in Lebensmitteln verwendet werden dürfen
Die Richtlinie des Rats zur Angleichung der Rechtsvorschriften der Mitgliedstaaten für färbende Stoffe, die in Lebensmitteln verwendet werden dürfen vom 23. Oktober 1962 ist die erste EWG-Richtlinie für Lebensmittelfarbstoffe, durch die im Bereich der EWG – dem Vorläufer der Europäischen Union – einheitliche Regelungen für Lebensmittelzusatzstoffe festgelegt wurden. Sie basierte in großem Umfang auf der 1959 in Kraft getretenen bundesdeutschen Farbstoff-Verordnung. Durch die Richtlinie sollten unterschiedliche innerstaatliche Richtlinien für färbende Stoffe – die den freien Warenverkehr bei Lebensmitteln innerhalb der EWG behinderten – angeglichen und gleichzeitig der Schutz der öffentlichen Gesundheit und der Schutz der Verbraucher vor Fälschungen sichergestellt werden. Durch diese Richtlinie wurde das System der E-Nummern eingeführt, welches eine einheitliche und eindeutige Kennzeichnung von Lebensmittelzusatzstoffen über Landes- und Sprachgrenzen ermöglicht. Da die Richtlinie im Jahr 1962 veröffentlicht wurde, unterlag sie noch nicht dem in der EWG genutzten Nummerierungssystem, nicht offiziell wird sie unter der Bezeichnung Richtlinie 62/2645/EWG geführt.

## Inhalt
Zur Angleichung der Rechtsvorschriften war es notwendig, zunächst eine einheitliche und verbindliche Liste der färbenden Stoffe, die in Lebensmitteln zulässig sind, zusammenzustellen. Nach einer Übergangszeit
- war die Verwendung anderer färbenden Stoffe für Lebensmittel in der EWG nicht mehr zulässig (Artikel 1, Abs. 1)
- durfte die Verwendung der in der Liste enthaltenen Stoffe nicht mehr generell untersagt werden (Artikel 1, Abs. 2)

Die Richtlinie
- galt nicht für natürliche Stoffe, die eine färbende Nebenwirkung haben, wie etwa Kurkuma, Paprika oder Safran (Artikel 3)
- galt nicht für färbende Stoffe, die zum Färben von Eierschalen und Tabak/-waren oder zum Stempeln von Lebensmitteln verwendet werden (Artikel 4)
- gab nicht vor, für welche Lebensmittel die färbenden Stoffe verwendet werden dürfen. Die konnte weiter national geregelt werden (Artikel 5)
- gab vor, mit welchen Substanzen färbende Stoffe verdünnt oder aufgelöst werden durften (Artikel 6)
- galt für Erzeugnisse, die in die Gemeinschaft eingeführt wurden (Artikel 1, Abs. 4)
- galt nicht für Erzeugnisse, die ausschließlich zur Ausfuhr aus der Gemeinschaft bestimmt waren (Artikel 13)

In den Anhängen I und II wurden die Lebensmittelfarbstoffe aufgeführt, die nach der Übergangsfrist in der EWG verwendet werden durften. Der Anhang III enthielt die Reinheitskriterien für die in Anhang I aufgeführten Substanzen.

### Anhang I
Im Anhang I wurden in der ersten Fassung der Richtlinie unter der Sammelbezeichnung „EWG-Nummer“ für 39 Substanzen, Elemente oder Stoffgemische E-Nummern vergeben. Neben den E-Nummern wurden in dieser Richtlinie zum Vergleich zusätzlich die Kennzeichnungen nach Gustav Schultz und dem C.I. angegeben.
| Bereich: Farbe/Anwendung           | EWG-Nummern: Substanz |
| ---------------------------------- | --- |
| E 100 – 105: Gelb                  | E 100: Curcumin, E 101: Riboflavin, E 102: Tartrazin, E 103: Chryosin S, E 104: Chinolingelb, E 105 Echtgelb |
| E 110 – 111: Orange                | E 110: Gelborange S, E 111: Orange GGN |
| E 120 – 126: Rot                   | E 120: Echtes Karmin, E 121: Orcein, E 122: Azorubin, E 123: Amaranth, E 124: Cochenillerot A, E 125: Scharlach GN, E 126: Ponceau 6R |
| E 130 – 133: Blau                  | E 130: Anthrachinonblau, E 131: Patentblau V, E 132: Indigotin I |
| E 140 – 141: Grün                  | E 140: Chlorophylle, E 141: Kupferhaltige Komplexe der Chlorophylle und Chlorophylline |
| E 150: Braun                       | E 150: Zuckerkulör |
| E 151 – 159: Schwarz               | E 151: Brillantschwarz BN, E 152: Schwarz 7984, E 153: Carbo medicinalis vegetabilis (Pflanzenkohle) |
| E 160 – 169: verschiedene Farbtöne | E 160: a.) alpha-, beta-, gamma-Carotin, b.) Bixin/Norbixin (Annato, Orlean), E 161: Xanthophylle a.) Flavoxanthin, b.) Lutein, c.) Kryptoxanthin, d.) Rubixanthin, e.) Violaxanthin, f.) Rhodoxanthin, E 162: Beetenrot, Betanin, E 163: Anthocyane |
| E 170 – 179: Oberflächen           | E 170: Calciumcarbonat, E 171: Titandioxid, E 172: Eisenoxide und -hydroxide, E 173: Aluminium, E 174: Silber, E 175: Gold |
| E 180 – 189: bestimmte Zwecke      | E 180: Litholrubin BK (Käserinde), E 181: gebrannte Schwarzerde (Käserinde) |

### Anhang II
Im Anhang II wurden weitere Substanzen aufgeführt, für die die verlängerten Übergangsvorschriften von 3 Jahren galten und für die zunächst keine E-Nummern vergeben wurden. Auch hier wurden die Bezeichnungen nach  Schultz und dem C.I. aufgeführt.
- Kreuzbeerenextrakte: Rhamnetin, Rhamnazin
- Alkanna, Alkannin
- Pflanzliches Karamellin
- Erythrosin
- Brillantsäuregrün BS
- Ultramarinblau

## Anpassungen und Umsetzung in nationales Recht
Als Europäische Richtlinie war diese Richtlinie im Bereich der EWG gültig, musste jedoch in nationales Recht übertragen werden. Alle Mitgliedstaaten mussten (bezüglich der färbenden Stoffe in Anhang I) dazu innerhalb eines Jahres nach Notifizierung ihre Rechtsvorschriften an diese Richtlinie angleichen und innerhalb von zwei Jahren auf die im Handel angebotenen Erzeugnisse anwenden (Artikel 12). Für färbende Stoffe in Anhang II galt eine Übergangsfrist von 3 Jahren. In Deutschland wurde diese Richtlinie durch eine Änderung der Farbstoff-Verordnung 1966 in nationales Recht übernommen.
Die Richtlinie wurde angepasst und ergänzt durch Richtlinie 65/469/EWG, Richtlinie 67/427/EWG, Richtlinie 67/653/EWG und Richtlinie 76/399/EWG. Ersetzt wurde sie durch die Richtlinie 94/36/EG und zuletzt durch die aktuelle Verordnung (EG) Nr. 1333/2008.